# Želeč (Olomouc)
Želeč é uma comuna checa localizada na região de Olomouc, distrito de Prostějov.